# Dudley (efternamn)
Dudley är ett engelskt efternamn från Dudley.

## Personer med efternamnet Dudley
- Ambrose Dudley, 3:e earl av Warwick
- Anne Dudley
- Bob Dudley
- Charles E. Dudley
- Chris Dudley (basketspelare), spelare som spelade i flera olika lag i NBA och blev republikansk politiker efter basketkarriären
- Chris Dudley (musiker), sångare i Underoath
- David Dudley Field I
- Edward Bishop Dudley
- Edmund Dudley
- John Dudley, 1:e hertig av Northumberland
- Lord Guildford Dudley
- Mary Dudley
- Olivia Taylor Dudley
- Robert Dudley, 1:e earl av Leicester
- Robert Dudley, earl av Warwick, hans illegitime son.
- Bob Dudley, tillträdande VD för oljebolaget BP
- William C. Dudley